# Lengyel Miklós (irodalomtörténész)
Lengyel Miklós, született Pollák Mór (Debrecen, 1878. május 28. – Budapest, Erzsébetváros, 1952. július 22.) irodalomtörténész, író, gimnáziumi tanár. Apósa Benedek Elek.

## Életrajza
Pollák Henrik (1850–1907) terménykereskedő és Katz Anna fiaként született. A Budapesti Tudományegyetemen tanult klasszikus és modern filológiát, itt szerezte tanári diplomáját. Ezután a budapesti állami V. kerületi reáliskola tanára volt, majd a VIII. kerületi állami főgimnázium igazgatójává nevezték ki.
Irodalomtörténeti, stilisztikai, poétikai tankönyveket adott közre, valamint Benedek Elek, Tompa Mihály, a kuruc költészet stb. tárgykörében szöveggyűjteményeket szerkesztett.
Pedagógiai, kritikai és irodalomtörténeti tanulmányait több folyóirat közölte. Ifjúsági ismeretterjesztő írásai is megjelentek. Halálát szívasztma okozta.

## Magánélete
Felesége Benedek Elek és Fischer Mária lánya, Mária (1888–1975) volt.

## Művei
- Catilina összeesküvése és Sallustius; Márkus Ny., Bp., 1903
- Tompa Mihály élete és művei (Budapest, 1906)
- Tamás érdeklődik, 1-3. (regény, Budapest, 1925–1928)
- Labirintus. Regény; Unió, Bp., 1931
- Quintus Horatius Flaccus (Budapest, 1935)
- Égi láng... ispiláng... Mese a lélek útjáról; Magyar Irodalmi Tábor, Bp., 1939